# Bidirektionaler Assoziativspeicher
Bidirektionaler Assoziativspeicher, englisch bidirectional associative memory (kurz: BAM), ist eine Klasse künstlicher neuronaler Netze und kann als verallgemeinertes Hopfield-Netz betrachtet werden. BAM gehört zu der Gruppe der rückgekoppelten neuronalen Netze.

## Struktur
Ein BAM-Netz besteht aus einer Eingabeschicht {\displaystyle I} von {\displaystyle n} und einer Ausgabeschicht {\displaystyle O} von {\displaystyle m} künstlichen Neuronen, beide Schichten sind in beide Richtungen miteinander verbunden, wobei die Gewichte symmetrisch sind. Das führt zu einer m × n Matrix {\displaystyle W} für die Gewichte, die von {\displaystyle I} nach {\displaystyle O} gerichtet sind. Die Gewichte von {\displaystyle O} nach {\displaystyle I} entsprechen der transponierten Matrix {\displaystyle W^{T}}.

## Trainingsphase
In der Trainingsphase lernt das Netz einen n-dimensionalen Vektor {\displaystyle x} mit einem m-dimensionalen Vektor {\displaystyle y} zu verknüpfen. Dazu werden beide Vektoren an der Eingabeschicht {\displaystyle I} und Ausgabeschicht {\displaystyle O} angelegt und die Gewichtsmatrix kann in einem Lernschritt berechnet werden.
Dazu gilt:
{\displaystyle W_{k}=xy^{T}\quad k={1,\dots ,l}\quad {\text{für }}l{\text{ Vektorpaare}}}
Zum Schluss werden alle Gewichtsmatrizen zur resultierenden Gewichtsmatrix {\displaystyle W} addiert.

## Muster Wiederherstellen
Bei einem Recall wird ein verrauschter Eingangsvektor an {\displaystyle I} angelegt und man lässt das Netz einfach rechnen, d. h. Neuronen der Ausgangsschicht berechnen ihren neuen Zustand über {\displaystyle net_{i}} und geben diesen über {\displaystyle o_{j}} wieder an {\displaystyle I} weiter. Dann beginnt der Prozess von vorn, solange bis die stetig sinkende Energie des Netzes ein lokales Minimum erreicht hat. Nun kann der assoziierte Ausgabevektor entnommen werden.
{\displaystyle net_{i}=\sum _{j=1}^{n}w_{ij}o_{i}}
und
{\displaystyle o_{i}(t+1)={\begin{cases}1,&{\text{wenn}}\sum _{i=1}^{n}w_{ij}o_{j}(t)>0\\0,&{\text{wenn}}\sum _{i=1}^{n}w_{ij}o_{j}(t)<0\\o_{i}(t),&{\text{wenn}}\sum _{i=1}^{n}w_{ij}o_{j}(t)=0\end{cases}}}